# سمير عبد الباقي عوض
سمير عبد الباقى عوض (15 مارس 1939 –)، شاعر مصري يعدّ من أحد شعراء العامية في مصر. له أربعين ديوانا بالعامية والفصحى منها 6 للأطفال، وحصل على جائزة اتحاد الكتاب لشعر العامية ووسام الشرف والألتزام بالوطن والشعب.

## مولده ونشأته
ولد عام 1939 في قرية ميت سلسيل مركز دقهلية لأب كان يعمل مدرسا ثم مأذوناً شرعياً وهو الاستاذ والشيخ عبد الباقى عوض وانتقل إلى مدينة القاهرة

## التعليم
حصل على الشهادة الابتدائية عام 1950... وشهادة الثقافة العام 1954 .. والتوجيهية - القسم العلمى عام 1955.. 
· ثم التحق بكلية الزراعة - جامعة عين شمس حيث تخرج في قسم لاقتصاد الزراعى والتعاون عام 1966

## نبذة عن حياتة
· في منتصف الخمسينات اجتذبه النشاط العام في القرية وفي الكلية وابتدأ يمارس الكتابة في قصائد أولية بالفصحى وبالعامية نشر بعضها في جريدة المساء القاهرية في عوام 75، 1985 .
· كون مع شباب قريته لجانا لاستقبال المهاجرين من بورسعيد أيام العدوان الثلاثى وللتدريب على المقاومة الشعبية واصدر مجلة حائط في القرية كما قدم معهم العديد من المسرحيات بابسط الإمكانيات المتاحة من خلال ناد الطلبة.
· ثم مارست هذه اللجان بعد العدوان نشاطها لاعادة سيطرة أهل القرية على جمعية القرية الزراعية وتمت بها انتخابات حرة بناء على طلب الأعضاء من الفلاحين واعيد تشكيلها في حركة جماهيرية اتت بالمجلس إدارة منتخب لأول مرة في مصر في ظل تشكيل الاتحاد التعاونى العام. [بحاجة لمصدر]
· اعتقل في سبتمبر 1959حتى أول أبريل 1964 وكان عمره عشرون عاما وذلك لاصداره جريدة باسم صوت الفلاحين كان شعارها الأرض والديمقراطية.[بحاجة لمصدر]